# 紀家子
紀 家子（き の けし/いえこ、生没年不詳）は、平安時代後期の女官。鳥羽天皇の宮人。紀氏の出身で、父は石清水八幡宮別当光清。母は覚心（法眼）の女。歌人の小侍従は異母妹。
初め待賢門院（鳥羽天皇中宮藤原璋子）の女房で、美濃局と称した。やがて鳥羽上皇に寵愛されて道恵法親王・覚快法親王・阿夜御前の2皇子1皇女の母となった。その後、後宮を退いて中納言源師長の妻になったらしい。